# Shopee
A Shopee é uma plataforma de comércio eletrônico singapurense pertencente ao Sea Group (anteriormente conhecido como Garena), que é uma empresa global de Internet para o consumidor fundada em 2015 por Forrest Li. Foi inicialmente lançada em Singapura em 2015 e, desde então, expandiu seu alcance para a Malásia, Tailândia, Taiwan, Indonésia, Vietnã, Filipinas, Brasil (primeiro país a lançar o serviço fora da Ásia em 2019) e Polônia (primeiro a lançar no continente europeu). Em 2021, Shopee aumentou os seus serviços de comércio eletrônico no México, Chile e Colômbia.
Devido ao elemento móvel e social construído dentro do conceito, a Shopee foi descrita como uma das "5 startups de comércio eletrônico disruptivas que vimos em 2015" pela Tech In Asia.

## História
Em fevereiro de 2015, a Shopee foi lançada em Singapura como uma plataforma de comércio eletrônico voltada para dispositivos móveis, onde os usuários podem navegar, comprar e vender. Integrado com o suporte logístico e de pagamento, visa tornar as compras online fáceis e seguras tanto para vendedores como para compradores.
A empresa lançou um site para competir com outros sites de comércio eletrônico da região, como Coupang, Lazada, Tokopedia e AliExpress. Para se diferenciar, a Shopee oferece segurança nas compras on-line por meio de seu próprio serviço de custódia chamado "Garantia Shopee", onde retém os pagamentos dos vendedores até que os compradores recebam seus pedidos.
Em 3 de setembro de 2019, a Shopee inaugurou oficialmente sua nova sede regional de seis andares no Singapore Science Park. O novo edifício tem 22.700 m² de área, com capacidade para 3.000 funcionários, e é seis vezes maior que a sede anterior, no Edifício Ascent. O edifício foi anteriormente alugado pela WeWork em Singapura. O arrendamento foi posteriormente transferido para a Shopee como resultado de sua rápida expansão. Ao fazer isso, fortalece seu impulso na economia digital.

## Modelo de Negócios
A Shopee faz parceria com mais de 70 provedores de serviços de entrega em seus mercados para fornecer suporte logístico aos seus usuários. Em Singapura, ele colaborou com a startup de logística NinjaVan Tracking para a coleta e entrega de itens. Outros parceiros de entrega na região incluem a Pos Malaysia e a Pos Indonesia. A Shopee faz parceria com a Delhivery e a Ecom Express para a entrega de produtos adquiridos na Índia.

## Premiações
| Ano  | Organização  | Recipiente(s) | Categoria   | Resultado |
| ---- | ------------ | ------------- | ----------- | --------- |
| 2022 | Prêmio iBest | Shopee        | Marketplace | Venceu    |